# Hart-Parr Company

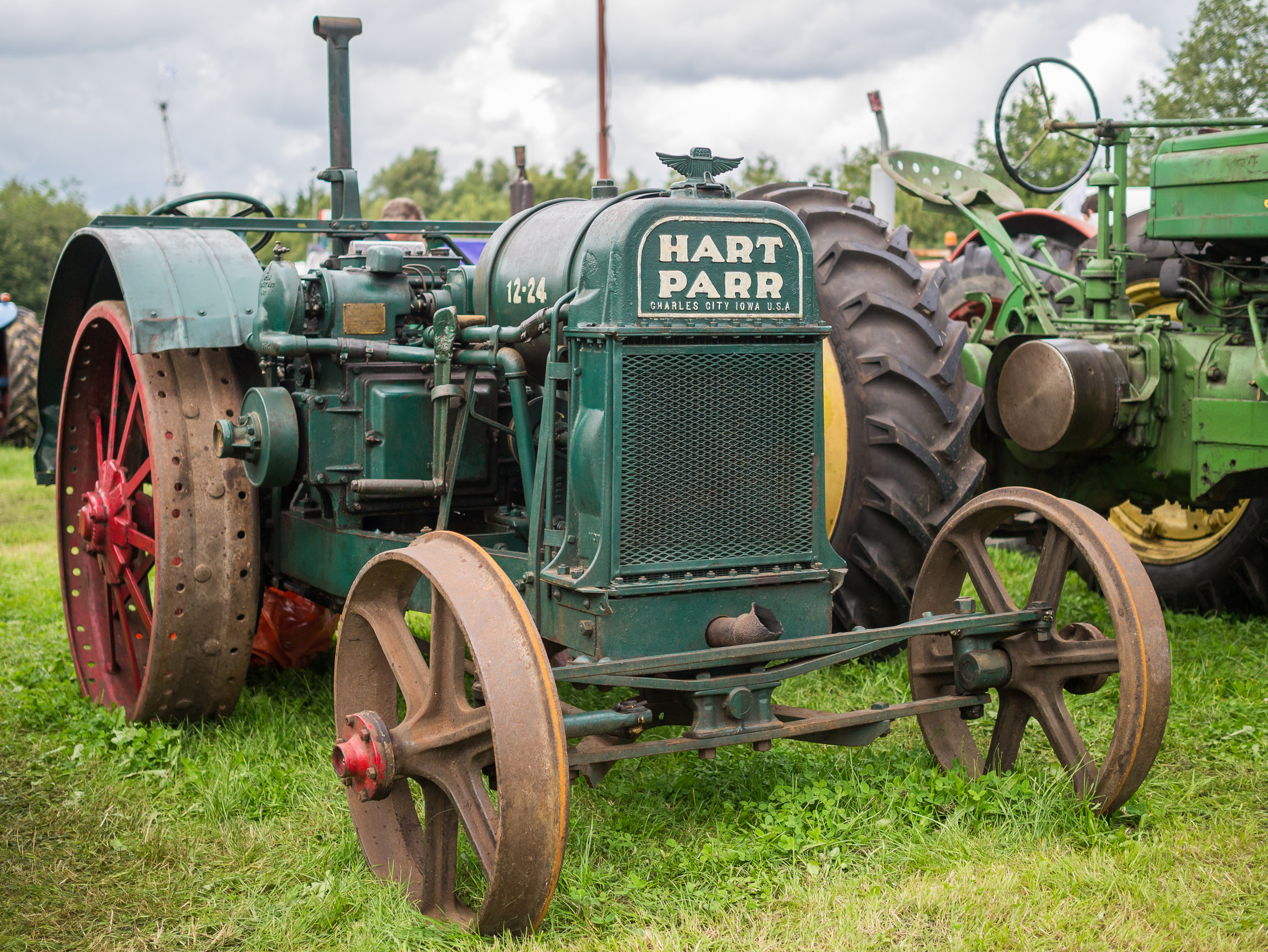
Traktor 12-24 (1924–1930)

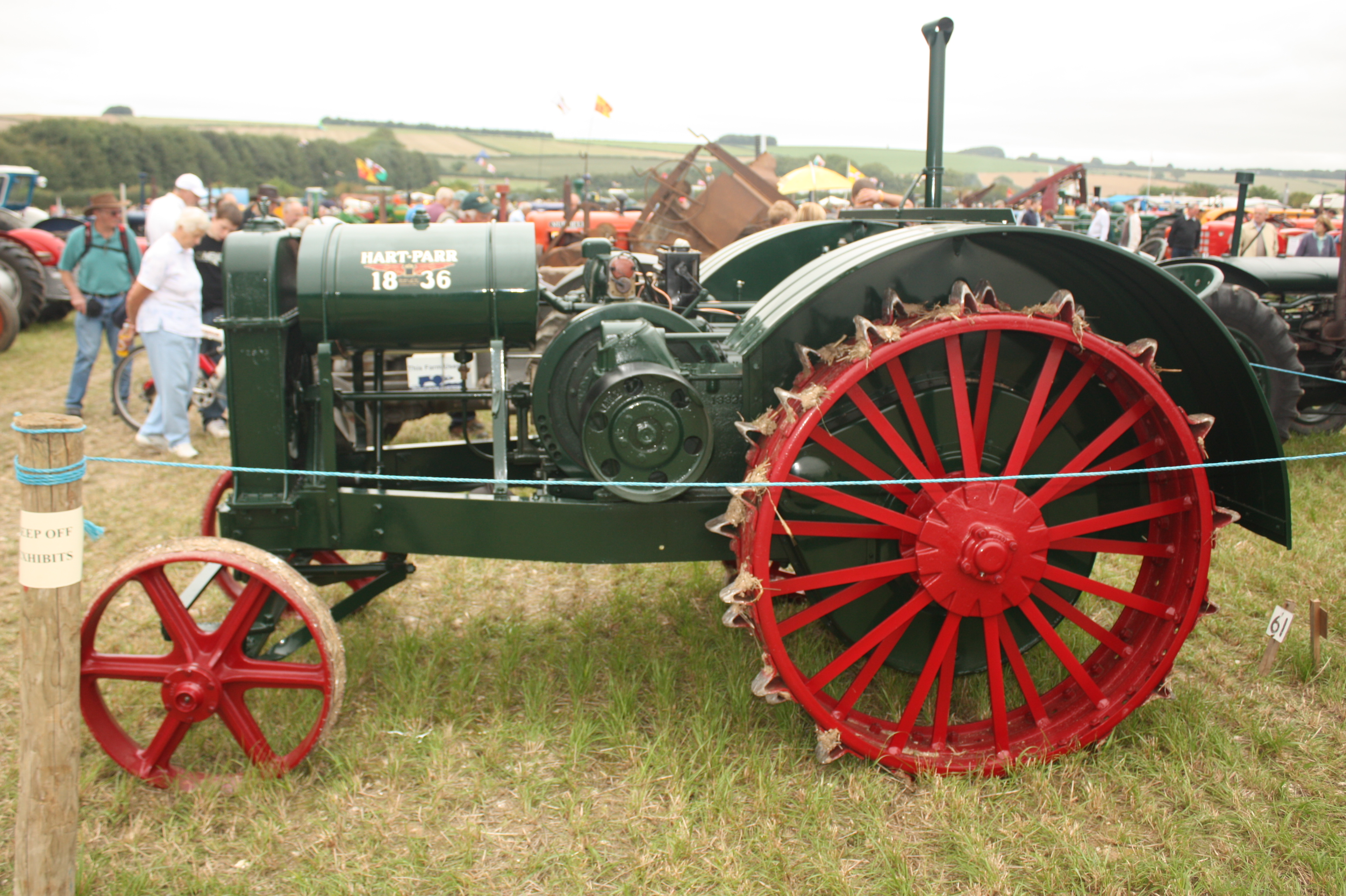
Traktor 18-36 (1926–1930)

Hart-Parr Company war ein US-amerikanischer Hersteller von Traktoren und Kraftfahrzeugen.

## Unternehmensgeschichte
Charles Hart und Charles Parr gründeten 1901 das Unternehmen in Charles City in Iowa als Traktoren-Hersteller. 1908 entstanden einige Personenkraftwagen. Der Markenname lautete Hart-Parr.
Parr verließ 1917 das Unternehmen. 1929 folgte der Zusammenschluss mit anderen Unternehmen zur Oliver Farm Equipment Company. Der Markenname wurde noch einige Zeit genutzt.

## Fahrzeuge
Die Traktoren hatten Ottomotoren. Sie leisteten zwischen 22 und 111 PS.
Das einzige Personenwagen-Modell war ein kleiner Runabout mit Zweizylindermotor. Die Fahrzeuge waren für die Verkaufsreisenden des eigenen Unternehmens bestimmt.